# 大菩薩峠事件
大菩薩峠事件（だいぼさつとうげじけん）は、1969年11月5日に共産主義者同盟赤軍派（赤軍派）の53名が凶器準備集合罪で逮捕され、同組織の弱体化に結び付いた事件である。

## 概要
大阪戦争・東京戦争が失敗に終わった赤軍派は、「11月闘争」と称して刃物・鉄パイプ爆弾・火炎瓶等の凶器で武装し、8つの部隊が大型ダンプカー等5台の車に分乗して首相官邸および警視庁を襲撃し、人質をとって獄中の活動家等を奪還するという作戦を企てた。そのための武装訓練を大菩薩峠周辺の山中で行うべく、
山梨県塩山市（現在の甲州市）の山小屋『福ちゃん荘』に山岳部と称して宿泊していた。
人里から離れているとはいえ、赤軍派とは何ら関係もない山小屋に一般の登山者と一緒に宿泊する状態であったこと（後述する摘発時に無関係の千葉大学生も宿泊していた）、またかねてより「十一月武装闘争」を公言していたことなどから、情報は事前に外部に筒抜けとなっており、読売新聞に至っては記者を荘に投宿させて特ダネを狙っていた。メンバーは山小屋から数百メートル離れた山中で訓練を行っており、二列横隊になって爆弾を投擲する練習をしている姿が目撃されている。
11月3日に、西千葉駅近くのアジトを出た活動家を千葉県警察の捜査員が尾行して、山小屋に向かったことを確認する。
11月5日早朝、警視庁と山梨県警など9府県警合同で突入、その場に居た53名のメンバーが凶器準備集合罪で現行犯逮捕され、鉄パイプを使用した手製爆弾やナイフなども押収された。逮捕されたメンバーの中には上野勝輝ら幹部や第六中隊長として森輝雄もいたが、幹部らの甘言により何も知らされずに動員された高校生も多かった。

## 裁判
裁判時には「反革命兵士も見つけ次第銃殺の刑にするのだ！ 法廷は君達の戦うべき戦場にあるのだ！ いたるところに、人民の手で法廷を創り出せ！ 銃を持て！ 銃が裁判権を持っているのだ！」などの冒頭陳述もみられた。
1974年6月10日、凶器準備集合・殺人予備・爆発物取締法違反などで起訴された、赤軍派統一組16被告の判決公判が東京地方裁判所で開かれ、幹部クラスの4人に懲役6年から4年、兵士クラスの12人のうち3人に懲役4年から3年、残りの9人には執行猶予付きの有罪判決が言い渡された。

## 事件の影響とその後
事後の捜査によって議長の塩見孝也ら重要メンバーの多くに逮捕状が執行され、赤軍派は大打撃を受けた。逮捕投獄されたメンバーは獄内グループ、獄外は獄外グループと呼ばれた。
獄外グループのうち田宮高麿らは国際根拠地論によりよど号ハイジャック事件を起こし、よど号グループと呼ばれた。また重信房子らは国際根拠地論の連携先にパレスチナ解放人民戦線を選び、テルアビブ空港乱射事件に国際義勇兵として参加し、後に日本赤軍として一連の日本赤軍事件を起こした。国内に残った獄外メンバーの森恒夫らは京浜安保共闘（革命左派）と融合して連合赤軍を形成し、山岳ベース事件、あさま山荘事件などを起こした。塩見ら獄内グループは、出獄後に再建グループを形成した。
一方、1973年（昭和48年）6月21日、三重刑務所に服役していた軍事訓練指導役 Hが自殺する動きもあった。

## その他
- 三里塚闘争の三里塚芝山連合空港反対同盟農家の息子らも、軍事訓練への参加を誘われていた[9]。